# Nacionalidad marroquí
La nacionalidad marroquí es el vínculo jurídico que liga a una persona física con el Reino de Marruecos y que le atribuye la condición de ciudadano.
Esta está regulada por la Constitución de Marruecos, en su versión modificada; el Código de Nacionalidad Marroquí y sus revisiones; el Mudawana (Código de Familia; el Código de Libertades Civiles; y varios acuerdos internacionales de los que el país es signatario.   Estas leyes determinan quién es o puede ser nacional de Marruecos.  Los medios legales para adquirir la nacionalidad, la membresía legal formal en una nación, difieren de la relación interna de derechos y obligaciones entre un nacional y la nación, conocida como ciudadanía . 
La nacionalidad describe la relación de un individuo con el Estado según el derecho internacional, mientras que la ciudadanía es la relación doméstica de un individuo dentro de la nación.   La nacionalidad marroquí se obtiene normalmente en virtud del jus sanguinis, es decir, por nacimiento en Marruecos o en el extranjero de padres con nacionalidad marroquí.  Puede ser otorgado a personas con afiliación al país, o a un residente permanente que haya vivido en el país por un período de tiempo determinado mediante naturalización. 

## Adquisición de nacionalidad
La nacionalidad puede ser adquirida en Marruecos por nacimiento o más tarde a través de la naturalización.

### Por nacimiento
La ley marroquí proporciona que quienes adquieren la nacionalidad en nacimiento incluye:
- Los hijos nacidos en cualquier lugar de un nacional marroquí; sin embargo, un niño nacido en el extranjero de madre marroquí puede renunciar a la nacionalidad una vez que el niño alcance la mayoría de edad ; [7] [8]
- Los niños nacidos en Marruecos de padre nacido en el territorio y procedente de un país de cultura predominantemente árabe-musulmana, o los niños nacidos de padres extranjeros, nacidos ambos en Marruecos y con residencia permanente, deben registrarse en virtud de un registro no discrecional. programa; o [9] [10]
- Recién nacidos expósitos nacidos en el país de padres desconocidos. [11] [12]

### Por naturalización
La naturalización se puede conceder a personas que hayan residido en el territorio durante un período de tiempo suficiente para confirmar que hablan árabe o tamazight y comprenden las costumbres y tradiciones de Marruecos. Las disposiciones generales son que los solicitantes tengan buen carácter y conducta; gocen de buena salud física y mental; sean capaces de mantenerse económicamente a sí mismos; y no tengan antecedentes penales. Normalmente, los solicitantes deben haber residido en el país durante cinco años.   La adopción según la ley musulmana no crea una relación familiar, por lo que un niño no puede adquirir la nacionalidad de un padre marroquí en virtud de ser adoptado.  Si el niño adoptado era un niño expósito, de padres desconocidos, el tutor legal puede solicitar que el niño adquiera la nacionalidad, o el niño puede adquirir la nacionalidad por cuenta propia basándose en su nacimiento en el territorio dentro de los dos años anteriores a alcanzar la mayoría de edad.  Además de los extranjeros que cumplen con los criterios,  otras personas que pueden naturalizarse incluyen:
- Los niños nacidos en Marruecos, de padres extranjeros nacidos ambos en Marruecos, que no hayan adquirido previamente la nacionalidad y que sean residentes habituales en Marruecos, podrán optar por la nacionalidad marroquí dentro de los dos años siguientes a la mayoría de edad; [9] [12]
- Los hijos menores se naturalizan automáticamente cuando sus padres adquieren la nacionalidad; [13]
- La esposa de un nacional marroquí tras un período de residencia de cinco años [17]
- Las personas que hayan prestado un servicio excepcional a la nación o tengan un interés excepcional en ella podrán naturalizarse sin cumplir los requisitos típicos mediante real decreto. [13] [18]

## Pérdida de nacionalidad
Los nacionales marroquíes pueden renunciar a su nacionalidad con la aprobación de las autoridades.  Los marroquíes de origen pueden perder su nacionalidad por trabajar por cuenta de otro país sin el permiso de las autoridades marroquíes.  Las personas naturalizadas pueden ser desnaturalizadas en Marruecos por deslealtad al Estado; cometer delitos contra el Estado o la seguridad del Estado; delitos comunes; negativa a completar el servicio militar; o por fraude, tergiversación u ocultación en una petición de naturalización.  Las personas que anteriormente tuvieron la nacionalidad y deseen repatriarse deberán solicitar formalmente su reintegro. 

## Doble nacionalidad
Marruecos ha permitido a los nacionales tener doble nacionalidad desde 1958. 

## Historia
Podemos dividir el proceso de creación de la nacionalidad marroquí, tal como la conocemos ahora, en tres períodos sucesivos:

### Antecedentes
Desde la Antigüedad, la pertenencia tribal y, por tanto, los lazos de sangre han caracterizado a la sociedad marroquí y norteafricana en general.
A partir de la conquista islámica, fue la noción religiosa de pertenencia a la comunidad musulmana la que se afianzó y se convirtió en regla. El vínculo de un creyente con la comunidad musulmana se realizaba exclusivamente a través del vínculo de filiación patrilineal.
De hecho, había dos categorías de personas:
- El creyente que estaba en casa en todas partes de la tierra del Islam
- El dhimmi que no era musulmán y que era considerado extranjero.

En cualquier caso, con la llegada del Estado marroquí, los marroquíes eran súbditos del sultán. Estaban unidos a él por el vínculo cuasi feudal de la bay'a (proclamación de lealtad perpetua).

### Durante el protectorado
El período del protectorado contribuyó a establecer una nacionalidad marroquí que ya no se basaba en la religión sino en la pertenencia al Estado. En lo que respecta al derecho internacional, el Estado marroquí conservó su propia personalidad jurídica, siguió siendo distinto del Estado francés y, en consecuencia, la nacionalidad marroquí era necesariamente distinta de la nacionalidad francesa.
Es el dahir del 8 de noviembre de 1921 relativo a la nacionalidad marroquí que fundó la nacionalidad marroquí moderna:

Artículo único: - Es marroquí, con excepción de los ciudadanos, súbditos o nacionales de la potencia protectora distintos de nuestros súbditos, todo individuo nacido en la zona francesa de Nuestro Imperio, de padres extranjeros, uno de los cuales incluso ha nacido allí"
Boletin Oficial n° 476, p 1866.

(Artículo derogado por el Código de Nacionalidad Marroquí de 1958).
Esta nacionalidad quedó inconclusa porque en ese momento el país estaba dividido en 3 zonas (francesa, española e internacional) y cada zona tenía reglas diferentes para determinar la nacionalidad.

### Después de la independencia (1956-presente)
El 2 de marzo de 1956, Marruecos obtuvo la independencia y Mohammed V fue proclamado monarca.  España renunció sólo a partes de su protectorado, permaneciendo Tarfaya separada hasta 1958 e Ifni hasta 1969.  Antes de adoptar una constitución (1962) para la nación recién independizada, en 1958 se adoptaron el Decreto de Nacionalidad (Dahir n°1-58-250), el Código de Familia y el Código de Libertades Civiles. El decreto se basó en la idea de la unidad de la familia, por lo que la esposa y los hijos tenían la misma nacionalidad que su marido o su padre. La nacionalidad se adquiría por ascendencia paterna, lo que significa que, para que los hijos musulmanes adquirieran la nacionalidad, debian nacer dentro de un matrimonio, según lo dispuesto en el Código de Familia. Para los no musulmanes, un hijo ilegítimo podía adquirir la nacionalidad a través de su padre si se demostraba la filiación. Un niño podía obtener la nacionalidad de su madre en el caso de que el padre fuera desconocido, independientemente de dónde hubiera nacido. A los niños expósitos se les concedía la nacionalidad marroquí, bajo el supuesto de que habían nacido de marroquíes en el territorio. La ley conservó las disposiciones del protectorado de que los nacidos en el territorio de un padre nacido en Marruecos o de una madre marroquí y un padre apátrida podían obtener la nacionalidad. Sin embargo, un niño nacido en el extranjero de madre marroquí y padre apátrida no podía adquirir la nacionalidad marroquí. 
En 2005, bajo presión de grupos defensores de los derechos de las mujeres, el sultán anunció que se realizarían cambios en el Código de Familia y el Código de Nacionalidad, y el país se convirtió en signatario de la Convención sobre la eliminación de todas las formas de discriminación contra la mujer .  La Ley n°62-06, que fue modificada por dos decretos (Dahir n°1-58-250 y Dahir n°01-07) entró en vigor el 3 de marzo de 2007.  El principal cambio introducido en la ley fue permitir que los niños adquirieran la nacionalidad de sus madres marroquíes, si su marido era extranjero. Sin embargo, los hijos pueden rechazar la nacionalidad adquirida por vía materna al alcanzar la mayoría de edad. 
Si bien la enmienda de 2007 permitió que los niños expósitos de origen desconocido adquirieran la nacionalidad, no incluía disposiciones para los niños nacidos en Marruecos de padres apátridas. Tampoco proporciona ninguna vía para que una mujer marroquí facilite un cambio de nacionalidad a su marido de la misma manera que un hombre marroquí puede transmitir su nacionalidad a su esposa.  Como el decreto de 2007 no concedía retroactivamente la nacionalidad por descendencia de una madre, las personas que podrían tener derecho a adquirir la nacionalidad marroquí a través del doble jus soli sólo pueden adquirir la nacionalidad por vía materna si nacieron después de 2007. En cuanto a los saharauis, los documentos de identidad expedidos por la República Árabe Saharaui Democrática no son reconocidos por Marruecos, por lo que su adquisición de la nacionalidad marroquí se basa en disposiciones de doble jus soli contenidas en el decreto de nacionalidad.  En 2017, el Parlamento propuso y debatió una enmienda al código de nacionalidad, el artículo 10, que permitiría al cónyuge extranjero de una esposa marroquí adquirir la nacionalidad.  